# Joe Tandy
Joe Tandy (ur. 1 stycznia 1983 roku w Bedford, zm. 13 maja 2009 roku w Bromham) – brytyjski kierowca wyścigowy. Właściciel zespoły Joe Tandy Racing.

## Kariera
Tandy rozpoczął karierę w międzynarodowych samochodach wyścigowych w 1994 roku od startów w serii Ministox, gdzie do 1998 roku wygrał 45 wyścigów. W późniejszych latach Brytyjczyk pojawiał się także w stawce Mini Sevens, Walter Hayes Memorial, Formuły Palmer Audi oraz Formuły Ford Duratec Benelux.